# 上田比呂志
上田 比呂志（うえだ ひろし、1960年2月20日 - ）は、日本の講演家・企業研修講師・コーチ・文化人・作家。大人の心と感性を磨く場「大人の寺子屋 縁かいな」および、感性を磨く非日常空間「智慧の場」の代表。東京都出身。
元グアム三越社長兼ティファニーブティック支配人。元フロリダディズニーワールド・エプコットセンター・ジャパンパビリオンディレクター取締役。一般財団法人生涯学習開発財団 認定コーチ。東京都産業労働局による2020年東京オリンピックおもてなし親善大使育成塾講師を務めた。

## 略歴
1960、大正時代創業の料亭橘家の長男として生まれ、幼少から店を手伝いながら、女将である祖母からおもてなしの精神を学び育つ。
大学卒業後、株式会社三越に入社。日本橋本店にて、主に企画、販促に従事。その後店舗開発を担当。社内研修制度に応募し選出される。
フロリダディズニーワールドにてフェローシップ・プログラムに参加。1年間、ディズニーユニバーシティーに通いディズニーマネジメント(ディズニーメソッド)を学ぶ。卒業後、日本の三越にて企画を担当し、グアム三越社長兼ティファニーブティック支配人としてグアムに勤務。その後、フロリダディズニーワールド・エプコットセンターのジャパンパビリオンディレクター取締役として赴任。ショップ、レストラン、カルチャー部門を統括する。これらの経験を通じ、国内外延べ2,500名以上の人材育成・マネジメントに従事した。
三越退職後、料亭文化に根差す「おもてなし」と、ディズニー流マネジメントを融合させた独自のコーチングスタイルを確立。2008年には「大人の寺子屋 縁かいな」を設立し、講演・企業研修・執筆・パーソナルコーチング・メンタルトレーニング・企業顧問など幅広い活動を展開している。これまでに実施した「講演・研修」は約1,000回にのぼる。
また、アスリートやお笑い芸人へのメンタルコーチとしても実績を持ち、企業の経営支援にも携わる。
著書『日本人にしかできない「気づかい」の習慣』（クロスメディア・パブリッシング）は累計23万部を超えるベストセラーとなり、ビジネスパーソンを中心に幅広い層から支持された。
2019年には、感性を磨く非日常空間「智慧の場」を主宰。ディズニーのイマジニアリング精神に着想を得て構想され、心と感性を磨き、生きる純度を高め、物事の本質を見抜く力を養う場を提供。現在、全国に6拠点を展開している。
2020年には、東京都が主催する東京オリンピック・パラリンピック「おもてなし親善大使育成塾」の講師を務め、観光ボランティアの育成にも貢献した。

## 主な著作
- 『ディズニーと三越で学んできた日本人にしかできない「気づかい」の習慣』 クロスメディア・パブリッシング ISBN 978-4844371335
- 『日本人が知っておきたい心を鍛える習慣 - 料亭、三越、ディズニーを経て学んだ』 クロスメディア・パブリッシング (インプレス) ISBN 978-4844373148
- 100%好かれる仕事ができる人の「おもてなし」日本文芸社  ISBN 978-4537260670
- 『「気がきく人」の習慣』アスコム ISBN 978-4776208297
- 『「気がきく人」の習慣』中国語版 Taiwan East Traffic社 ISBN：978-9863317449
- 『部下の心が動くのはどっち? 結果を出すリーダーの選択』ナツメ社 ISBN 978-4816364082